# Abdelhafid Tasfaout
Abdelhafid Tasfaout, född 11 februari 1969 i Oran, är en algerisk före detta fotbollsspelare. Under sin karriär var han bland annat Algeriets lagkapten under fem år, och han har dessutom rekordet för flest antal mål i landslaget.
Under Afrikanska Mästerskapet 2002, i en match mot Mali, råkade Tasfaout ut för en otäck skada då han skallade ihop med Boubacar Diarra. Tasfaout blev medvetslös och en ambulans hämtade honom på planen och väl på sjukhuset återfick Tasfaout medvetandet. Läkarna konstaterade även att Tasfaout hade brutit näsan och svalt tungan.

## Meriter
MC Oran
- Ligue Professionnelle 1: 1992, 1993

Auxerre
- Ligue 1: 1996
- Coupe de France: 1996